# Cassiduloida
Cassiduloida é uma ordem de ouriços-do-mar pertencente à infraclasse Euechinoidea, filo Echinodermata. O Catalogue of Life lista nesta ordem 6 géneros extantes. A ordem encontra-se presente no registo fóssil desde o Jurássico Inferior ao presente, tendo atingido uma grande diversidade durante o Mesozoico, mas no presente são conhecidas apenas algumas espécies.

## Descrição
Os membros da ordem Cassiduloida apresentam uma morfologia corporal arredondada a ligeiramente ovalada, apresentando semelhanças com as bolachas-de-praia, apesar de serem filogeneticamente mais próximos do grupo Spatangoida.
Distinguem-se dos restantes ouriços-do-mar pela presença de pequenas áreas intercalares entre as principais zonas ambulacrárias na face oral. Não apresentam lanterna de Aristóteles e as estruturas petaloides da face aboral estão ausentes ou pouco desenvolvidas.

## Taxonomia
Cladograma de acordo com o Catalogue of Life:
| Cassiduloida | \| \| Apatopygidae \| \| \| \| \| \| Cassidulidae \| \| \| \| \| \| Echinolampadidae \| \| \| \| \| \| Pliolampadidae \| \| \| \| |
|              | \| \| Apatopygidae \| \| \| \| \| \| Cassidulidae \| \| \| \| \| \| Echinolampadidae \| \| \| \| \| \| Pliolampadidae \| \| \| \| |
|              | Arbacioida |
|              | |
|              | Cidaroida |
|              | |
|              | Clypeasteroida |
|              | |
|              | Diadematoida |
|              | |
|              | Echinidea |
|              | |
|              | Echinoida |
|              | |
|              | Echinothurioida |
|              | |
|              | Holectypoida |
|              | |
|              | Pedinoida |
|              | |
|              | Salenioida |
|              | |
|              | Spatangoida |
|              | |
|              | Temnopleuroida |
|              | |
|              | Apatopygidae |
|              | |
|              | Cassidulidae |
|              | |
|              | Echinolampadidae |
|              | |
|              | Pliolampadidae |
|              | |

|  | Apatopygidae     |
|  |                  |
|  | Cassidulidae     |
|  |                  |
|  | Echinolampadidae |
|  |                  |
|  | Pliolampadidae   |
|  |                  |